# Улица Юрия Кондратюка (Киев)
Улица Юрия Кондратюка (укр. Вулиця Юрія Кондратюка) — улица в Оболонском районе города Киева. Пролегает от проспекта Минский до улицы Петра Калнышевского, исторически сложившаяся местность (район) Минский массив.
Примыкает проспект Маршала Рокоссовского.

## История
Улица Новая № 2 спроектирована и проложена в 1960-е годы. Застраивалась вместе с другими улицами Минского массива. В период 1970-1975 годы была застроена только парная сторона, построена клиническая больница № 8.  
16 февраля 1970 года улица получила современное название — в честь российского и советского учёного Юрия Васильевича Кондратюка, согласно Решению исполнительного комитета Киевского городского совета депутатов трудящихся № 312/1 «Про наименование новых улиц в жилых массивах «Лесном» и «Минском» города Киева» («Про найменування нових вулиць на житлових масивах „Лісному“, „Мінському“ м. Києва»). 
На непарной стороне начала улицы в 2012, 2013, 2015, 2021 годы были сданы в эксплуатацию 4 25-26-этажных дома — жилой комплекс «Министерский» (№№ б/н, 3, 5, 7).

## Застройка
Улица пролегает в юго-восточном, северо-восточном, юго-восточном направлениях.
Парная сторона улицы занята многоэтажной жилой (9-этажные дома) застройкой — микрорайон № 1 Минского массива — и учреждениями обслуживания (клиническая больница и консультативно-диагностический центр). Парная — многоэтажной жилой (25-26-этажные дома) застройкой — жилой комплекс «Министерский» — и коммунальными (гаражи) предприятиями. 
Учреждения:
1. дом № 3А — автомобильно-гаражный кооператив «Минский»
2. дом № 6 — Киевский городской консультативно-диагностический центр
3. дом № 8 — Киевская клиническая больница № 8
4. дом № 8А — храм в честь святых Косьмы и Домиана